# Tehnologii emergente
Tehnologii emergente sunt tehnologii a căror dezvoltare, aplicații practice sau ambele sunt în continuare în mare măsură nerealizate, astfel încât acestea devin din punct de vedere figurat proeminente dintr-un fundal de nonexistență sau obscuritate. Aceste tehnologii sunt în general noi, dar includ și tehnologii mai vechi care sunt încă controversate și relativ nedezvoltate în potențial, cum ar fi diagnosticul genetic preimplantare și terapia genetică (care datează din jurul anului 1990, dar chiar și astăzi au un mare potențial nedezvoltat). Tehnologiile emergente sunt adesea percepute ca fiind capabile să modifice status quo-ul.
Tehnologiile emergente se caracterizează printr-o noutate radicală (în aplicare, chiar dacă nu în origini), o creștere relativ rapidă, o coerență, un impact proeminent, o incertitudine și o ambiguitate. Cu alte cuvinte, o tehnologie emergentă poate fi definită ca o „tehnologie radicală și relativ rapidă, caracterizată de un anumit grad de coerență persistent în timp și cu potențialul de a avea un impact considerabil asupra domeniului (domeniilor) socio-economic(e) care este observată referitor la agenții, instituțiile și modelele de interacțiune dintre acestea, împreună cu procesele de producere a cunoștințelor asociate, însă impactul său cel mai important se află în viitor și astfel faza de apariție este încă oarecum nesigură și ambiguă”.
Tehnologiile emergente sunt variate: tehnologia educațională, tehnologia informației, nanotehnologia, biotehnologia, știința cognitivă, psihotehnologia, robotică și inteligența artificială, energetică .

## Legături externe
- Top 10 emerging technologies of 2015, Scientific American
- Collaborating on Converging Technologies: Education and Practice
- Converging Technologies NSF-sponsored reports
- EU-funded project CONTECS
- EU-funded project KNOWLEDGE NBIC
- EU High-Level Expert Group on Converging Technologies
- European Parliament Technology Assessment on Converging Technologies report